# Trentepohlia (Mongoma) valida
Trentepohlia (Mongoma) valida is een tweevleugelige uit de familie steltmuggen (Limoniidae). De soort komt voor in het Australaziatisch gebied.